# Listă de cetăți și castele din Germania
Listă de cetăți și castele din Germania cu:

### Superlative
- Cel mai înalt zid:

1. Niederroßla, 57 m 

2. Osterburg (Weida) (Weida), 54 m 

3. Ehrenberg (Bad Rappenau), 50 m 
- Cel mai mare edificiu:

... Cetate... Cetate din sudul  Vorharzes:  	Cetate Lohra

... Cetate din Thüringer Landgrafen: 	Neuenburg, Sachsen-Anhalt

... Cetate din Landgrafen in  Freistaat Thüringen: 	Runneburg

... Cetate din Pfalz:  	Altdahn

... Cetate des oberen Vogtlandes:  	Castel Voigtsberg

... Cetate an din  Lahn: 	Cetate Runkel

... Cetate in  meißnisch-sächsischen Raum:  	Cetate Tharandt

... Cetate- si FestungsRuina din Germania :  	Hohentwiel

... Cetate ruinä des Breisgaus: 	Cetate Zähringen

... Cetate ruinä din  Schwäbischen Alb:  	Ruina Hohen-Neuffen

... Cetate ruinä in  Harz:  	Ruina Arnsburg

... Cetate ruinä in  Rheinland:  	Cetate Rheinfels

... Cetate ruinä din  Pfalz:  	Ruina Hardenburg

... Cetate ruinä Sachsens:  	Ruina Elsterberg

... Cetate ruinä des Oberallgäus:  	Ruina Sulzberg

... Cetate ruinä des Schwarzwalds:  	Ruina Rötteln

... Cetate ruinä din  Oberpfalz:  	Cetate Leuchtenberg

... Cetate ruinä in Baden:  	Heidelberger Castel

... Cetate ruinä din  Nordpfalz:  	Ruina Altenbamberg

... Cetate ruinä Nordhessens:  	Weidelsburg

... Cetate ruinä des Oberallgäus:  	Sulzberg

... Cetate ruinä des badischen Oberlandes:  	Hochburg

... Cetate ruinä in  Hunsrück:  	Ruina Schmidtburg

... Castel din Berlin:  	Castel Charlottenburg

... Castel in Fachwerkbauweise Niedin sachsens 	Castel Herzberg

... Castel din Germania:  	Castel Mannhein

... Castel din München:  	Castel Nymphenburg

... Castel din  Erzgebirges:  	Castel Augustusburg

... pästrat constructia  Niedin sachsens:  	Castel Wolfenbüttel

... (si cea mai veche Cetate) am Neckar:  	Cetate Hornberg

... noch pästrat Cetateen  des Kreises Bitburg-Prüm:  	Neuerburg

... si cea mai importantä  Ringwall  in din  Rhön:  	Milseburg

... barocke Castel  in Mecklenburg-Vorpommern:  	Bothmer

... Castel din  Uckermark:  	Boitzenburg

... Castel  Schleswig-Holsteins:  	Gottorf

... Wasserburg Norddin Germania :  	Plattenburg

... Wasserburg in  Oldenburger Land: 	Cetate Dinklage

... WasserCastel Westfalens:  	Castel Nordkirchen

... WasserCastel din Germania :  	[[Castel Glücksbu
- La cea mai mare altitudine:

... Cetate din Pfalz (572 m):  	Ruina Wegelnburg

... Cetate din Eifel (si von Rheinland-Pfalz) (678 m):  	Nürburg

... Cetate din Germnia (1277 m):  	Ruina din  Cetate Falkenstein (Pfronten)
- Cel mai lung edificiu:

... Cetate din Europa (1043 m):  	Cetate zu Cetatehausen

... Ruina din Germania  (425 m):  	Cetate Lichtenberg (Nordpfälzer Bergland)
- Cu cea mai adâncă fântână:

1. Kyffhäuser, 176 m

2. Königstein (Sächsische Schweiz), 152 m

3. Homberg (Efze), 150 m